# Jan Moor-Jankowski

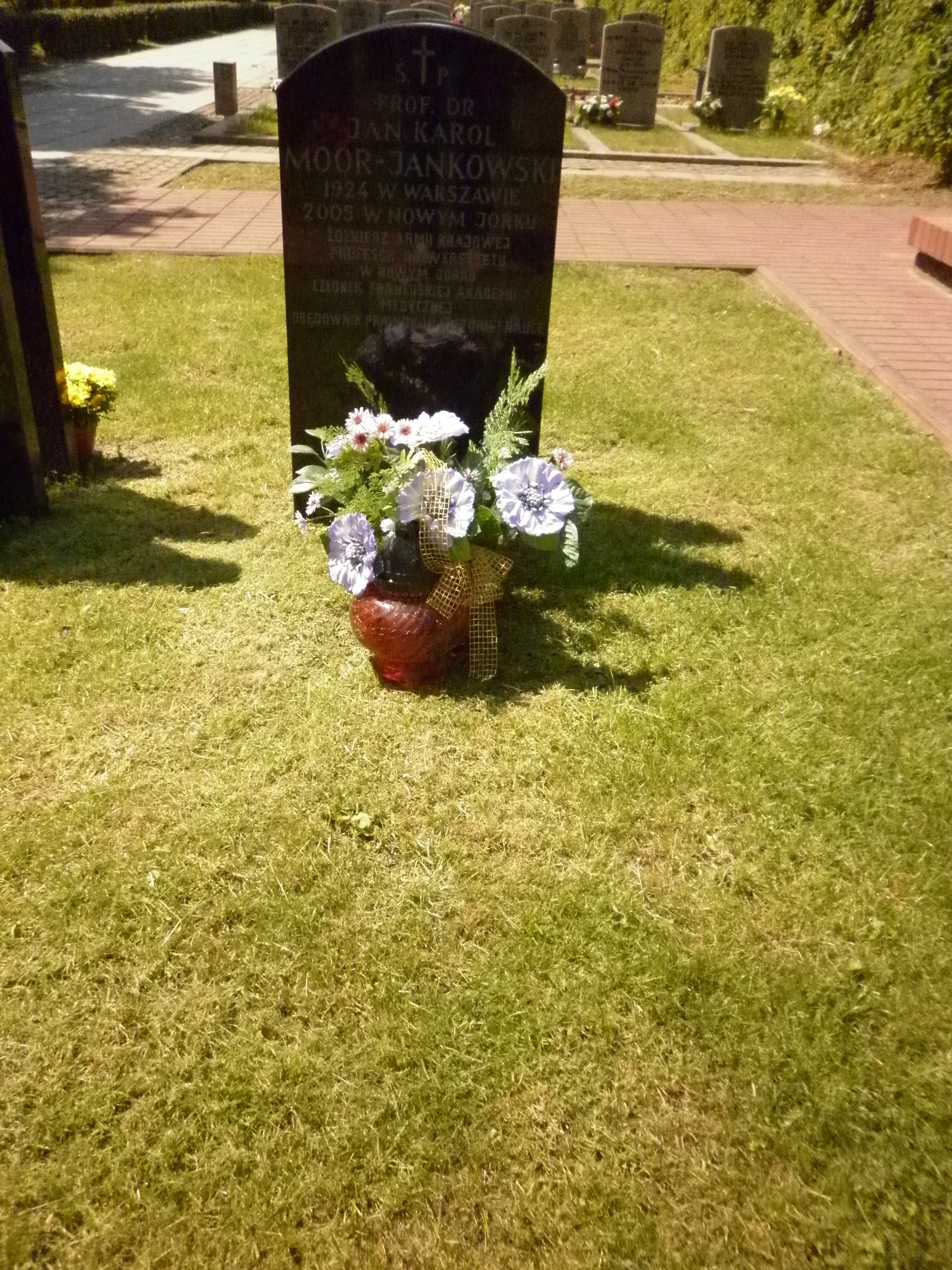
Grób Jana Moora-Jankowskiego na Cmentarzu Wojskowym na Powązkach

Jan Moor-Jankowski (ur. jako Ryszard Karol Moor 5 lutego 1924 w Warszawie, zm. 27 sierpnia 2005 w Nowym Jorku) – amerykański prymatolog polskiego pochodzenia, profesor medycyny sądowej, w czasie II wojny światowej żołnierz podziemia.
Po wojnie osiadł w USA, gdzie w 1965 r. założył i został dyrektorem Laboratory for Experimental Medicine and Surgery in Primates. Był też dyrektorem agendy Światowej Organizacji Zdrowia, zajmującej się hematologią małp. Był redaktorem naczelnym Journal of Medical Primatology.
Moor-Jankowski jest autorem przeszło 200 monografii i książek o genetyce, hemofilii, grupach krwi i immunologii.

## Życiorys
Urodził się w Warszawie jako Ryszard Karol Moor, później przeniósł się wraz z rodziną do Częstochowy. Matka była pianistką, ojciec zaś inżynierem architektem. W czasie okupacji niemieckiej, uratowany z częstochowskiego getta i ukrywany w prywatnych mieszkaniach, został konspiracyjnie przewieziony do Warszawy. Był słuchaczem tajnych kompletów, gdzie otrzymał dyplom; używał nazwiska "Jan Jankowski". Był żołnierzem podziemia. W 1942 stracił rodziców. W 1943 w jednej z akcji został ranny. W tym samym roku aresztowano go (wcześniej też był kilkakrotnie aresztowany, jednak udawało mu się uciec), przesłuchiwano i uwięziono w KL Warschau. Następnie znalazł się na Pawiaku, skąd zamierzano przetransportować go do Auschwitz, jednak uciekł z konwoju. Nawiązał współpracę z warszawskim podziemiem. Niemcy poszukiwali go listem gończym, więc postanowił wyjechać z Warszawy, w kierunku wschodnim. Dostał się do Żytomierza na Ukrainie. Kiedy chciał wstąpić w szeregi Armii gen. Andersa, został aresztowany przez NKWD. Ponownie zbiegł, unikając rozstrzelania. Wiosną 1944 znalazł się w Warszawie. Rozpoczął współpracę wywiadowczą z Polskim Państwem Podziemnym. W sierpniu 1944 wziął udział w powstaniu warszawskim.
Po 1945 przedostał się do Szwajcarii, gdzie w 1953 uzyskał stopień doktora medycyny na uniwersytecie w Genewie. Przeniósł się do USA, tam pracował w zespole laboratorium prymatologicznego na New York University, które odkryło wirus zapalenia wątroby typu B. W 1995 został wybrany do francuskiej Académie Nationale de Médecine, gdzie jako jedyny reprezentował Stany Zjednoczone. W założonym przez siebie piśmie Journal of Medical Primatology dał się poznać jako obrońca praw zwierząt, stanowczo protestując przeciwko porywaniu szympansów do celów badawczych.
W 1995 stracił stanowisko na uniwersytecie i dostał zakaz wstępu do utworzonego przez siebie laboratorium, po tym jak publicznie opisał eksperymenty kolegów polegające między innymi na celowym uzależnianiu małp od kokainy czy pozbawiania ich wody do picia.
W 2002, w związku z przerwaniem ekshumacji ciał ofiar pogromu w Jedwabnem, podpisał protestacyjny list otwarty do IPN. Był jednym z inicjatorów budowy pomnika upamiętniającego ofiary KL Warschau.
Zmarł w wieku 81 lat w Nowym Jorku. Jego ciało zostało sprowadzone do Polski i pochowane na Cmentarzu Wojskowym na Powązkach (kwatera D20-2-2).
W 2021 nakładem Wydawnictwa „Znak - Horyzont” ukazała się publikacja Piotra Korczyńskiego Przeżyłem wojnę... Ostatni żołnierze walczącej Polski (ISBN 978-83-240-7969-8), w której jeden z rozdziałów (Przyjaciele) został poświęcony m.in. okupacyjnym losom Moora, w tym jego uratowaniu z częstochowskiego getta oraz przyjaźni z późniejszym fizykiem i wykładowcą Politechniki Warszawskiej Witoldem Kruczkiem.

### Odznaczenia i nagrody
Był wielokrotnie nagradzany i odznaczany, otrzymał m.in.:
- Medal Trumpeldor od premier Izraela Goldy Meir
- Narodowy Order Zasługi (Ordre National du Mérite, Francja) za swoją działalność podziemną
- Krzyż Oficerski Orderu Zasługi Rzeczypospolitej Polskiej nadany przez Lecha Wałęsę
- Odznaczenie Instytutu Ludwika Pasteura w Paryżu
- Nagrodę „Obrońcy Wolności” Williama J. Brennana Juniora od Libel Defense Resource w Nowym Jorku.